# Marie de Belleval
Pour les articles homonymes, voir Belleval.
Marie de Belleval, dame de Bonvillé est une femme noble de Picardie qui vécut au XVe siècle.

## Biographie
Marie de Belleval était la fille de Jean de Belleval, écuyer, seigneur de Belleval-en-Vimeu, capitaine de vingt-quatre arbalétriers servant à défendre le château du Crotoy et de Jeanne de Fricamps, dame de Montsarville, Thibouville et de la Fontaine-la-Soret.
Elle se maria en 1449, à Jean de Mercastel, baron et seigneur du lieu, seigneur de Villers-Vermont et de Bailleul-sur-Thérain, capitaine d'hommes d'armes. Elle en eut trois enfants : 
- Isabeau de Mercastel mariée à N. de Cœurver, chevalier,
- Jean de Mercastel, baron de Mercastel, seigneur de Mercastel, de Villers-Vermont, de Saint-Maurice, de Doudeauville et de Bailleul-sur-Thérain, capitaine d'hommes d'armes des ordonnances du Roi, marié à Jeanne d'Abancourt.
- Pierre de Mercastel dit Perceval, seigneur de Saint-Samson, en partie, marié à Marguerite de Beauvais.

Elle fut la maîtresse de Philippe III le bon, duc de Bourgogne dont elle eut un fils, Raphaël de Bourgogne dit de Mercatel, abbé de Saint-Bavon de Gand.